# Репетир діафрагми

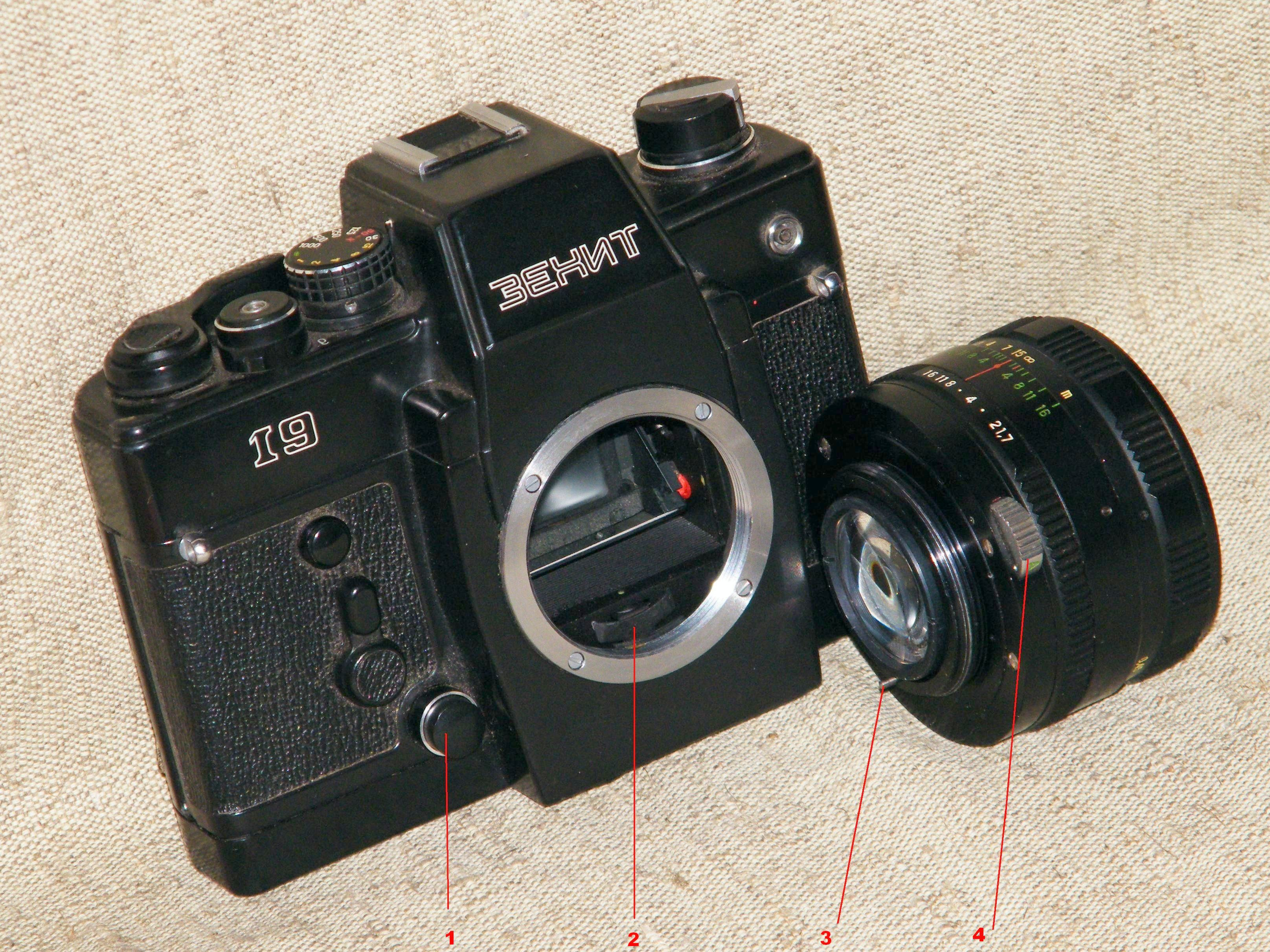
Репетір діафрагми фотоапарата «Зеніт-19»:
при натисканні на кнопку 1 висувається важіль 2, штовхач 3 переміщується вперед і відбувається закриття діафрагми до попередньо встановленого значення. Одночасно включається експонометричний пристрій (напівавтоматична установка експозиції)
4 — Перемикач А-М (автоматичне або ручне керування діафрагмою)

Репети́р діафрагми (від фр. répéter — «повторювати») — механізм дзеркального фотоапарата, який дозволяє до натискання спускової кнопки примусово закрити діафрагму об'єктива фотокамери до наперед встановленого значення для оцінки глибини різкості. Це робиться натисканням спеціального важеля або кнопки. Таким чином, налаштовувати різкість можна по яскравому зображенню, а потім більш точно оцінити остаточне компонування кадру з обраною глибиною різкості.
Не всі дзеркальні фотоапарати оснащені репетиром діафрагми. Багато камер для зниження вартості позбавлені цієї функції. У деяких фотокамер ця функція була суміщена з кнопкою спуску («Зеніт-TTL», «Зеніт-11»), в них неповне натискання кнопки спуску викликало закриття діафрагми до попередньо встановленого значення.
Сучасні апарати, в тому числі цифрові (такі як «Nikon D7000» тощо) обладнані кнопкою репетира діафрагми.